# Amari Burney
Amari Burney (St. Petersburg, 12 giugno 2000) è un giocatore di football americano statunitense che milita nel ruolo di linebacker per i Tennessee Titans della National Football League (NFL). Al college ha giocato per l'Università della Florida.

## Carriera universitaria
Burney, originario di St. Petersburg in Florida, cominciò a giocare a football nella locale Calvary Christian Academy di Fort Lauderdale, dove ricoprì prima il ruolo di wide receiver e poi quello di safety, venendo valutato come un prospetto medio-alto (quattro stelle su cinque) per il college football, e classificato dalla ESPN come il 40º miglior esordiente dell'anno. Burney ricevette offerte di borse di studio da grandi università, come quella della Florida, Florida State, Miami, Ohio State, Michigan e Virginia Tech, e il 1º giugno 2017 scelse di andare all'Università della Florida con i Gators che militano nella Southeastern Conference (SEC) della Divisione I della Football Bowl Subdivision (FBS) della NCAA.
Nel suo primo anno con i Gators giocò negli special team e come defensive back di riserva per la difesa, giocando in 12 partite, nessuna delle quali da titolare. Nel 2019, seppur continuando a giocare principalmente negli special team, Burney cominciò a farsi notare come linebacker, ruolo che risultò molto adatto alle sue caratteristiche. Dalla stagione 2020 ricoprì unicamente il ruolo di linebacker, giocando in tutte e 12 le partite stagionali, di cui 4 da titolare, totalizzando 52 tackle, 29 da solo, 2,0 sack e 2,5 tackle con perdita di yard. Anche nella stagione successiva giocò tutte le partire stagionali facendo un'unica apparizione da titolare. Nel 2022 ai Gators arrivò un nuovo allenatore, Billy Napier: Burney, laureatosi a dicembre 2021 e al quinto e ultimo anno di college football, decise di rimanere in Florida piuttosto che trasferirsi altrove, come avrebbe potuto. Giocò da titolare tutte le 13 partite dei Gators, facendo registrare 79 tackle, 9 tackle con perdita di yard, 4,0 sack, 2 fumble forzati, un fumble recuperato, 4 passaggi deviati e 2 intercetti.
Il 23 dicembre 2022 Burney annunciò di voler passare tra i professionisti. Era pronosticato dagli analisti come una scelta del 6º giro del draft NFL 2023.
Statistiche al college
| Stagione | Stagione | Stagione   | Stagione   | Stagione | Stagione | Difesa  | Difesa  | Difesa  | Difesa | Difesa | Difesa |
| Anno     | Squadra  | Campionato | Conference | P        | PT       | T. tot. | T. sol. | T. ass. | Sack   | FF     | Int.   |
| -------- | -------- | ---------- | ---------- | -------- | -------- | ------- | ------- | ------- | ------ | ------ | ------ |
| 2018     | Florida  | FBS Div. I | SEC        | 12       | 0        | 11      | 7       | 4       | 1,0    | 0      | 0      |
| 2019     | Florida  | FBS Div. I | SEC        | 8        | 3        | 37      | 20      | 17      | 0,0    | 0      | 1      |
| 2020     | Florida  | FBS Div. I | SEC        | 12       | 4        | 52      | 29      | 23      | 2,0    | 0      | 1      |
| 2021     | Florida  | FBS Div. I | SEC        | 13       | 2        | 44      | 25      | 19      | 0,0    | 0      | 0      |
| 2022     | Florida  | FBS Div. I | SEC        | 13       | 13       | 79      | 41      | 38      | 4,0    | 2      | 2      |
| Totale   | Totale   | Totale     | Totale     | 58       | 22       | 223     | 122     | 101     | 7,0    | 2      | 4      |

Fonte: Football Database
In grassetto i record personali in carriera

## Carriera professionistica

### Las Vegas Raiders
Burney fu scelto nel sesto giro, 203º assoluto, del Draft NFL 2023 dai Las Vegas Raiders.
L'11 maggio 2023 firmò il suo contratto da rookie: un quadriennale da 4 milioni di dollari.
Il 29 agosto 2023 Burney rientrò nel roster attivo dei Raiders. Iniziò la stagione come riserva dietro i veterani
Robert Spillane, Divine Deablo e Luke Masterson e l'altro rookie Curtis Bolton. Burney debuttò da professionista nella gara dell'ottavo turno, la sconfitta 14-26 contro i Detroit Lions, in cui giocò 39 snap con la difesa e 11 con gli special team, collezionando sei tackle. Con l'arrivo del capo allenatore ad interim Antonio Pierce, già allenatore dei linebacker, e l'indisponibilità di altri giocatori del reparto, Burney vide aumentare il suo tempo di utilizzo.
Terminò la sua stagione da rookie con sette presenze, di cui una da titolare, con 15 tackle.
All'inizio della stagione 2024 Burney fu confermato nel roster attivo, dietro i più esperti Divine Deablo e Robert Spillane. Nella gara del quattordicesimo turno, la sconfitta 13-28 contro i Tampa Bay Buccaneers, Burney mise a tabellino il suo primo sack da professionista su Baker Mayfield che perse la palla recuperata dagli avversari. Concluse la sua seconda annata giocando in tutte le 17 gare stagionali dei Raiders, ma nessuna da titolare e con un minutaggio limitato, collezionando 17 tackle, un fumble forzato e un sack.
Il 12 maggio 2025 fu svincolato.

### Tennessee Titans
Il 13 maggio 2025 firmò con i Tennessee Titans.

## Statistiche

### Stagione regolare
| Stagione | Stagione | Stagione | Stagione | Difesa  | Difesa  | Difesa  | Difesa | Difesa | Difesa |
| Anno     | Squadra  | P        | PT       | T. tot. | T. sol. | T. ass. | Sck    | Int.   | F.F.   |
| -------- | -------- | -------- | -------- | ------- | ------- | ------- | ------ | ------ | ------ |
| 2023     | LV       | 7        | 1        | 15      | 10      | 5       | 0,0    | 0      | 0      |
| 2024     | LV       | 17       | 0        | 17      | 10      | 7       | 1,0    | 0      | 1      |
| Totale   | Totale   | 24       | 1        | 32      | 20      | 12      | 1,0    | 0      | 1      |

Fonte: Football Database
Statistiche aggiornate alla stagione 2024

## Vita privata
Nella NFL milita anche il cugino di Burney, il cornerback Brandon Facyson, suo compagno di squadra nei Raiders nella stagione 2023.